# Caol Uno
Caol Uno (jap. 宇野薫 Uno Kaoru;  właśc. Kaoru Uno ur. 8 maja 1975 w Yokosuka) – japoński zawodnik mieszanych sztuk walki. Były mistrz Shooto w wadze lekkiej (1999–2000), finalista mistrzowskiego turnieju UFC wagi lekkiej (2003) oraz finalista Grand Prix Hero’s (2006). Srebrny medalista mistrzostw świata ADCC z 1999. Czarny pas w judo oraz brazylijskim jiu-jitsu.

## Kariera sportowa
W 1999 zajął drugie miejsce na mistrzostwach świata w submission fightingu ADCC przegrywając w finale z Jeanem Jacquesem Machado. Jest również srebrnym medalistą amatorskich zawodów All-Japan Shooto z 1996.

### Początek kariery MMA
4 października 1996 zawodowo zadebiutował w mieszanych sztukach walki przegrywając z Hayato Sakuraiem na gali Shooto. 20 grudnia zajął drugie miejsce w turnieju Lumax Cup. 29 maja 1999 został mistrzem Shooto w wadze półśredniej (aktualnie waga lekka -70 kg) poddając Ruminę Sato. Tytułu bronił raz 17 grudnia 2000 w rewanżu z Sato którego ponownie pokonał (przez nokaut).

### UFC
Z bilansem 12-3-2 związał się z amerykańską organizacją UFC. Pierwszą walkę stoczył 23 lutego 2001 przeciwko Jensem Pulverem, gdzie stawką było inauguracyjne mistrzostwo UFC wagi koguciej (aktualnie lekka). Uno przegrał starcie po 5. rundowym pojedynku. W latach 2001–2003 w UFC pokonał m.in. Yves’a Edwardsa oraz przegrał w 11 sekundzie pojedynku z B.J. Pennem. 28 lutego 2003 zremisował wraz z Pennem w finale turnieju który miał wyłonić nowego mistrza UFC w wadze lekkiej - w związku z remisem pasa nie przyznano. Po przegranej z Hermesem Françą 26 września 2003 wrócił do kraju by tam kontynuować karierę.

### K-1 i HERO’S
W latach 2004–2007 był związany z K-1 oraz Hero’s, gdzie w tej drugiej w 2006 doszedł do finału turnieju Grand Prix, przegrywając w decydującym starciu z Gesiasem Cavalcante.

### DREAM i powrót do UFC
W 2008 związał się z nowopowstałą organizacją DREAM. W tym samym roku doszedł do półfinału turnieju wagi lekkiej gdzie przegrał z Shin’yą Aokim. W 2009 ponownie podpisał kontrakt z UFC. W przeciągu roku stoczył trzy pojedynki, lecz żadnego nie zdołał wygrać (przegrane ze Spencerem Fisherem i Gleisonem Tibau oraz remis z Fabrício Camõesem). Po przegranej z Tibau został zwolniony z organizacji. Karierę dalej kontynuował w kraju walcząc m.in. dla DREAM lecz z mizernym skutkiem - od lipca 2008 do września 2012 zdołał wygrać zaledwie jeden pojedynek z ośmiu stoczonych.

### Vale Tudo Japan oraz Shooto
Od 2013 do 2014 walczył naprzemiennie w reaktywowanej federacji Vale Tudo Japan dla której w przeszłości walczył oraz w Shooto. W przeciągu dwóch lat zwyciężył wszystkie cztery pojedynki stoczone na galach VTJ oraz dwa dla Shooto. Świetna passa została doceniona i otrzymał szansę stoczenia walki o pas mistrzowski Shooto którą jednak przegrał z Yoshifumi Nakamurą na punkty.

## Osiągnięcia
Mieszane sztuki walki:
- 1999–2000: Shooto - mistrz w wadze lekkiej (-70 kg)
- 2003: UFC - finalista turnieju wagi lekkiej (wraz z B.J. Pennem)
- HERO’S
  - 2005: Półfinalista Grand Prix wagi lekkiej
  - 2006: Finalista Grand Prix wagi lekkiej
  - 2007: Półfinalista Grand Prix wagi lekkiej
- 2008: DREAM - półfinalista Grand Prix wagi lekkiej

Grappling:
- 1999: Mistrzostwa Świata ADCC w Submission fightingu – 2. miejsce w kat. 77 kg

Amatorskie MMA:
- 1996: All-Japan Amateur Shooto – 2. miejsce